# ニシキセタカガメ
ニシキセタカガメ (Batagur kachuga) は、爬虫綱カメ目イシガメ科アジアカワガメ属に分類されるカメ。別名インドセタカガメ。

## 分布
インド（ガンジス川水系）。バングラデシュでは絶滅したと考えられている。

## 形態
最大甲長56センチメートル。オスよりもメスの方が大型になる。背甲はやや扁平で、上から見ると幅広く円形に近い卵形。第2・第3椎甲板後部に、わずかな隆起がある。第2椎甲板後部は細くならないため、第3椎甲板と幅広く接する。背甲の色彩はオリーブ色や暗褐色。背甲と腹甲の継ぎ目（橋）や、腹甲の色彩は淡黄色。
頭部は中型から、やや大型。上顎の先端は二股に分かれ、牙状の突起がある。咬合面に、2つの稜がある。
卵は長径6.4 - 7.5センチメートル、短径3.7 - 4.6センチメートル。幼体は第2・3椎甲板に明瞭な筋状の盛りあがり（キール）が明瞭があるが、成長に伴い消失する。
オスは頭部の色彩が青灰色。吻端から頭部へ赤い斑紋が入り、吻端から側頭部へは黄色い縦縞が2本入る。頸部にも赤や黄褐色の縦縞が入る。メスの頭部や頸部の色彩は、青みがかったオリーブ色や青灰色。

## 分類
以前はセタカガメ属Kachugaに分類されていた。2007年に発表された核DNAとミトコンドリアDNAの分子系統解析では、セタカガメ属がカラグールガメやバタグールガメBatagur baska（後に2種に分割）を含まない多系統群という解析結果が得られた。そのためカラグールガメやセタカガメ属の構成種を、（2007年の時点ではバタグールガメのみで構成されていた）より記載の早いバタグールガメ属に含める説が提唱された（アジアカワガメ属）。

## 生態
標高300 - 500メートルにある、流れの速い大型河川に生息する。水深があり、日光浴や産卵を行うための砂の土手がある環境を好む。土手や倒木・岩の上などで、日光浴を行う。
食性は飼育下での観察から、植物食と考えられている。
繁殖形態は卵生。3 - 4月に水場から8 - 31メートル離れた場所に42 - 54センチメートルの穴を掘って、1回に15 - 30個の卵を産んだ例がある。卵は5 - 6月に孵化する。

## 人間との関係
種小名kachugaはヒンズー語でカメを表すkachuaや、ヒンドゥスタン語でカメを表すkachovaに由来する。
生息地では卵も含めて食用とされることもある。
食用の乱獲などにより生息数は減少していると考えられている。河川改修による産卵場の破壊、水質汚染、漁業による混獲、人間による攪乱などによる影響も懸念されている。2003年にセタカガメ属単位で、2013年からは種としてワシントン条約附属書IIに掲載された。生息地では法的に保護の対象とされ、狩猟や輸出が規制されている。インドでは孵化直後の幼体を飼育しある程度成長させてから、再び野生に放すという試みが行われている。
ペットとして飼育されることもあり、日本にも輸入されている。2000年以前の流通例は不明だが、2001年に流通した例がある。